# Ángel della Valle
Ángel Della Valle (10 de octubre de 1852, Buenos Aires, Argentina - 16 de julio de 1903) fue un pintor argentino de la Generación del '80. Representante, junto a Eduardo Sívori y otros artistas, del realismo pictórico.

## Biografía
Su padre construyó edificios en Buenos Aires por encargo de Juan Manuel de Rosas.
Della Valle se había iniciado en el arte desde muy joven, a la edad de 20 años viajó a Italia para perfeccionarse en la técnica de la pintura al óleo, ya que en el Buenos Aires de 1875 no existían academias de arte, sólo maestros que enseñaban la técnica de manera particular. Se instaló en Florencia, donde estudió con el maestro Antonio Ciseri.
En 1883 volvió a Argentina e instaló su taller en la casa de sus padres. Se integró al vínculo de artistas que surgían en Buenos Aires y que integraban la Generación del ´80. Entre algunas de sus amistades se destacaban: Augusto Ballerini, Lucio Correa Morales, Francisco Cafferata, Eduardo Sívori, Ernesto de la Cárcova y Reinaldo Giudici.
Como pintor se dedicó a realizar con gran éxito retratos, entre los que se destaca el de su gran amigo de la infancia, Pedro Lagleyze, quien fue un importante apoyo en la carrera profesional de Della Valle.
Lagleyze, un importante oftalmólogo, tenía entre sus pacientes al entonces presidente Julio Argentino Roca a quien el artista retrató gracias a su intervención.
Pero lo que se destaca de su talento es la representación del campo, el gaucho y otros temas criollos, que caracterizaron al artista y lo consagraron como retratista de lo autóctono.
En 1892, Della Valle exhibió con gran éxito su obra La Vuelta del Malón (hoy en el Museo Nacional de Bellas Artes), en el bazar Nocetti y Repetto, ya que no existían aún en la ciudad salones ni galerías de arte. La obra fue expuesta en el pabellón argentino de la exposición internacional de Chicago, Estados Unidos.

## Labor docente
Desde su regreso a buenos Aires se dedicó a la enseñanza en la Sociedad Estímulo de Bellas Artes (SEBA) fundada en 1876, para entonces el único centro de enseñanza artística del país. Formó artistas como Boggio, Daneri, y Victorica.
Durante 18 años ocupó la cátedra de dibujo, en la que dictaba tres veces por semana. 
La academia se encontraba en el edificio del barrio porteño de Recoleta, el Bon Marché (hoy la Galerías Pacífico), en las calles Florida y la avenida Córdoba.
Por más que la obra del artista haya marcado un hito en la historia del arte argentino, este se dedicó de lleno a su labor como maestro de los jóvenes artistas. Vale la pena destacar su esfuerzo para promover el arte en todo el país. 
Murió en pleno ejercicio de docente, la muerte lo sorprendió el 16 de julio de 1903, mientras estaba dictando clases. Su alumno, Thibon de Libian, realizó un dibujo en el que retrató el momento fatal de su maestro, como muestra de su sentimiento de respeto y afecto.

## Obra

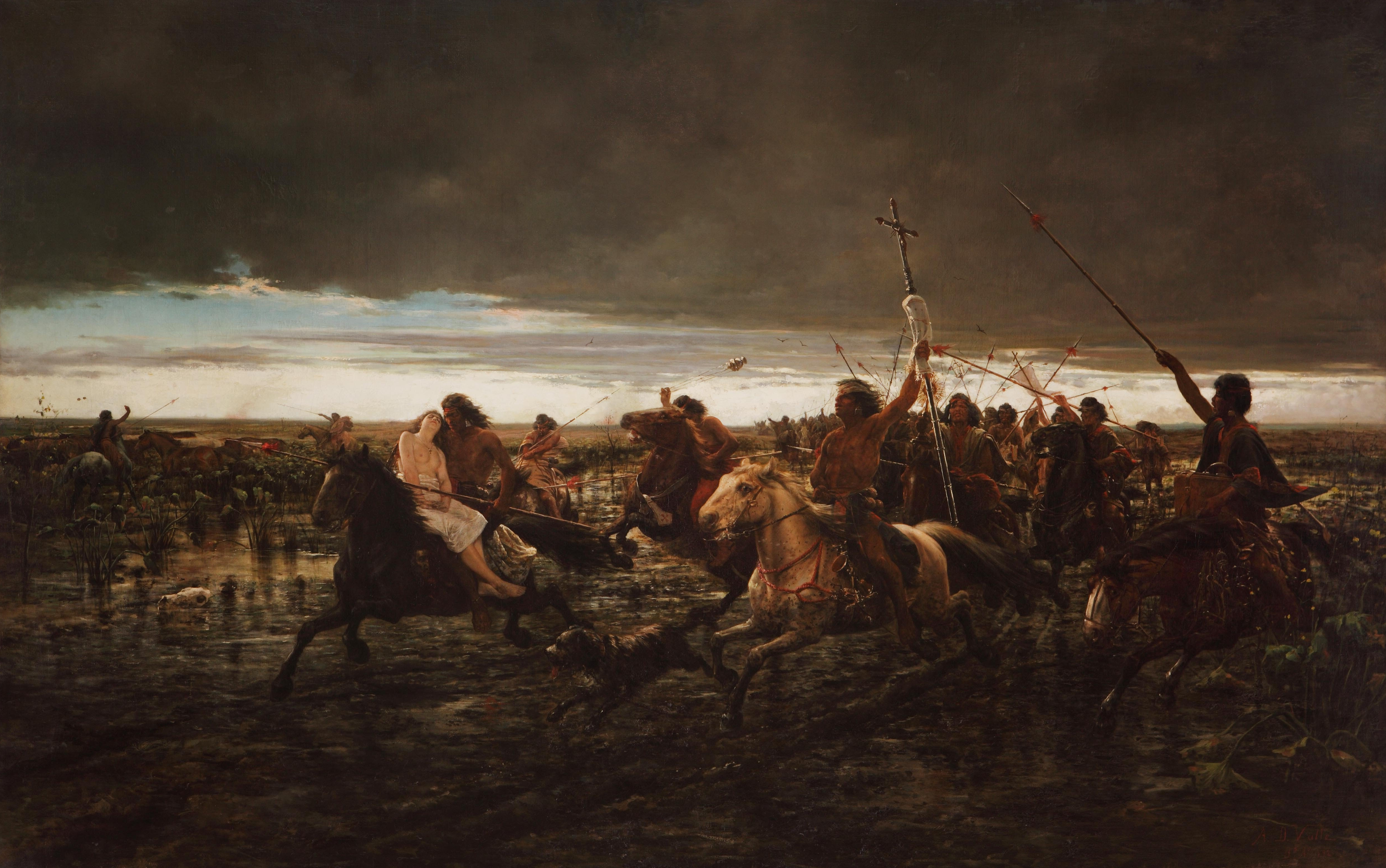
La vuelta del malón. Óleo sobre tela, 192 x 131 cm Museo Nacional de Bellas Artes, Buenos Aires.

Entre sus obras más destacadas se encuentran:

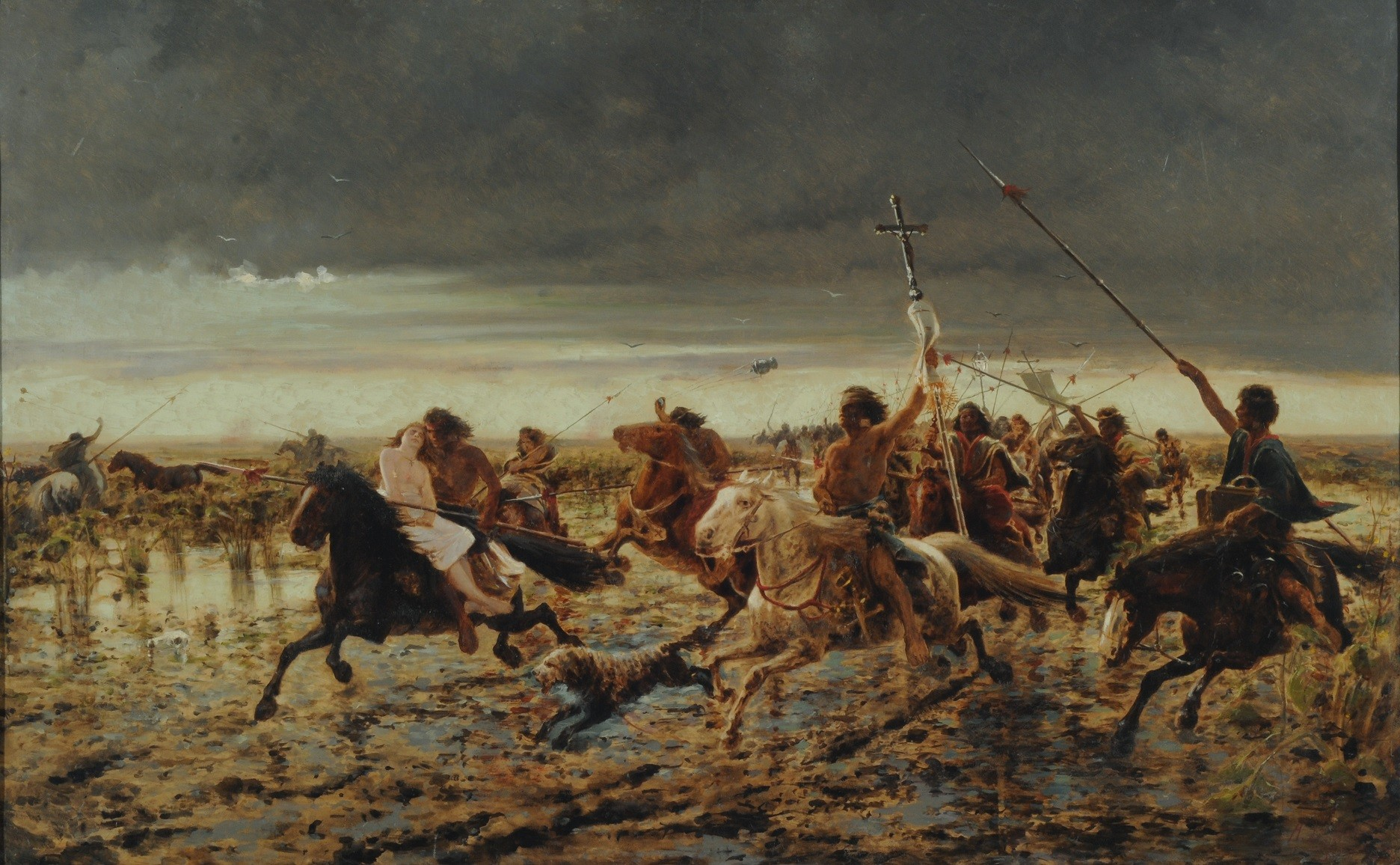
La vuelta del malón (boceto) - Ángel della Valle.

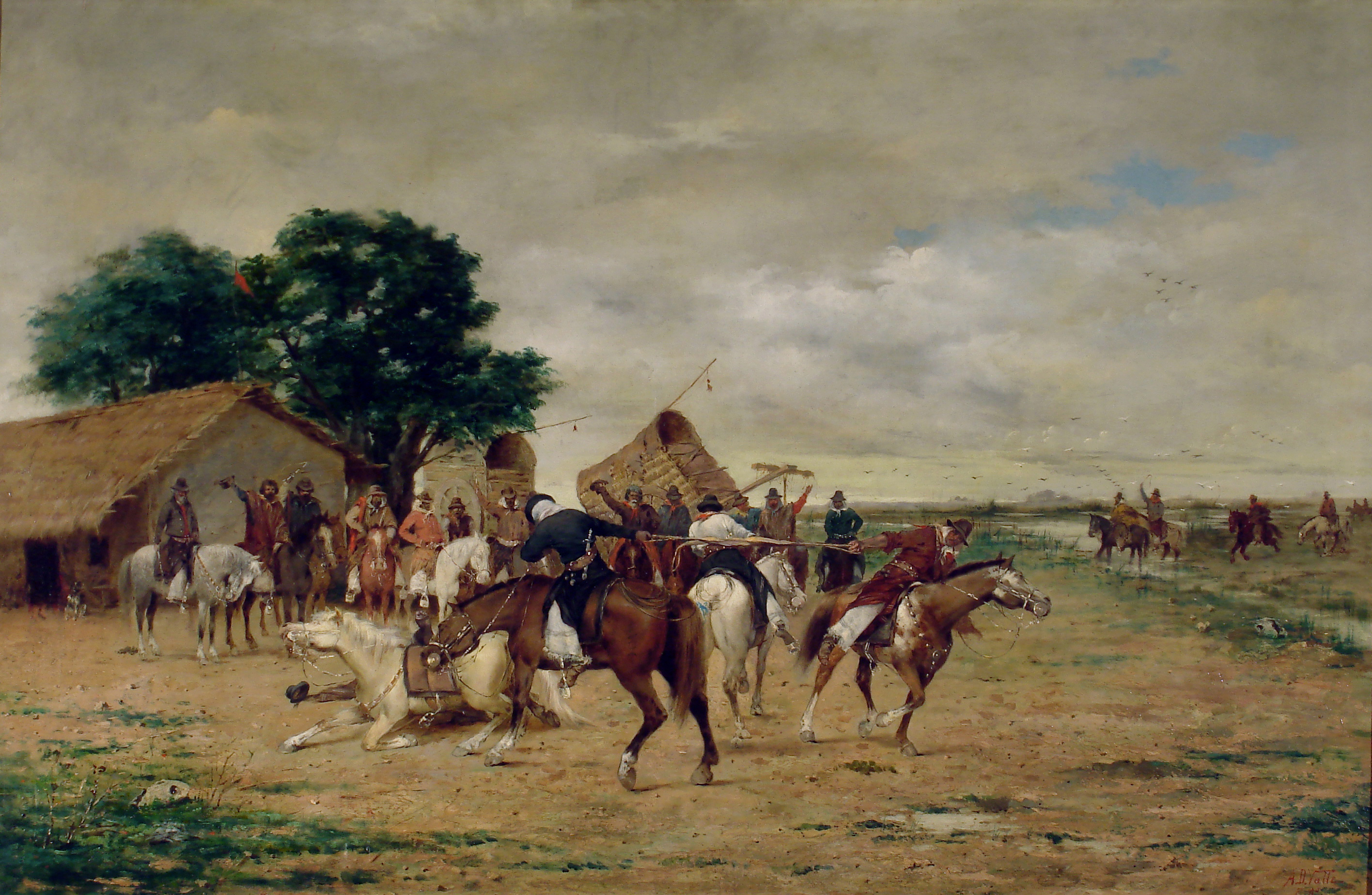
El juego del pato

- 1881 - Caballos de San Marcos

- 1888 - tren de La Pampa

- 1889 - Anochecer en la laguna

- 1890 - La diosa del Amor

- 1892 - La vuelta del Malón

- 1893 - Estación de Lomas de Zamora

- 1893 - Corrida de Sortija

- 1895 - Al borde del monte

- 1900 - incendio en La Pampa

- 1900 - Apartando

- 1900 - El taller